# Charles St Quentin Outen Fullbrook-Leggatt
Charles St Quentin Outen Fullbrook-Leggatt, britanski general, * 1889, † 1972.